# Heteronympha panope
Heteronympha panope är en fjärilsart som beskrevs av Waterhouse 1937. Heteronympha panope ingår i släktet Heteronympha och familjen praktfjärilar. Inga underarter finns listade i Catalogue of Life.